# Pyrola angustifolia
Pyrola angustifolia là một loài thực vật có hoa trong họ Thạch nam. Loài này được (Alef.) Hemsl. miêu tả khoa học đầu tiên năm 1881.